# Michael Gibson
Michael Gibson (ur. 1 marca 1963) – australijski piłkarz występujący na pozycji bramkarza.

## Kariera klubowa
W swojej karierze Gibson był graczem zespołów Penrith City SC, St George Saints, Blacktown City Demons, Newcastle Breakers, Sydney Olympic, Bonnyrigg White Eagles, Marconi Fairfield, Sydney United, Parramatta Power, Schofields Scorpions oraz Canterbury Marrickville Olympic.

## Kariera reprezentacyjna
W reprezentacji Australii Gibson wystąpił jeden raz, 9 marca 1988 w wygranym 3:2 meczu kwalifikacji Letnich Igrzysk Olimpijskich 1988 z Chińskim Tajpej. W tym samym roku był członkiem reprezentacji na tych igrzyskach, zakończonych przez Australię na ćwierćfinale.